# Josef Traindl
Josef Traindl (* 13. April 1947 in Wien; † 2. September 2008 ebendort) war ein österreichischer Jazz- und Improvisationsmusiker (Posaune).

## Leben und Wirken
Traindl erhielt in seiner Jugend zunächst Gitarrenunterricht, bevor er die Posaune für sich entdeckte. Seit 1961 interessierte er sich für Jazz und begann in Amateurbands zu spielen. Nach der Matura studierte er zwei Jahre lang Posaune am Prayner Konservatorium, bevor er 1967 nach Paris zog, wo er seine Instrumentalstudien an der Ecole national supérieur de musique et de danse bis 1972 fortsetzte. Daneben studierte er von 1969 bis 1971 an der Sorbonne Musikwissenschaften.
Ab 1971 war Traindl in der Szene des französischen Free Jazz aktiv. Seit diesem Jahr gehörte er zur Machi Oul Big Band des chilenischen Pianisten Manuel Villarroel, mit der er 1976 auch beim Festival in der Balver Höhle auftrat. Ab 1973 spielte er in Alan Silvas Celestrial Communication Orchestra, bei Bernard Lubat, Didier Levallet, Jef Gilson und im Quartett Armonicord um den Saxophonisten Jouk Minor. 1974 tourte er mit der Band von Byard Lancaster. Auch gründete er 1976 ein Quartett mit Daunik Lazro, Jean-Jacques Avenel und Jonathan Dickinson. Daneben trat er in Krems 1978 mit Fritz Novotnys Reform Art Unit auf. 1982 gründete er das Quintett Tatitu Tatatu, in dem er mit Franz Koglmann, Walter Malli, Jean-Louis Méchali und Gus Németh auftrat.
1990 kehrte er nach dem Tod seines Vaters nach Wien zurück, wo er anfangs mit Burkhard Stangl, Oskar Aichinger und Werner Dafeldecker spielte. 2001 realisierte Traindl gemeinsam mit Phalène sowie Catherine Rollier und Markus Pillhofer im Semperdepot das Multimedia-Projekt Das Wesen - L'être. Er ist auch auf Alben von Gilles Méchin, Pierre Barouh, Cristine Combe oder Byard Lancaster zu hören. Er wurde am Hernalser Friedhof bestattet.

## Diskographische Hinweise
- Machi Oul Big Band: Quetzalcoatl (Palm Records 1976)
- Franz Koglmann/Bill Dixon: Opium/For Franz (Pipe Records 1977, mit Steve Lacy, Cesarius Alvim, Aldo Romano, rec. 1975, sowie Besetzungen ohne Traindl und die genannten Mitwirkenden)[4]
- Armonicord: Esprits del Sel (Electrobande 1977, mit Jean Querlier, Jouk Minor, Odile Bailleux, Christian Lété)